# Germán Conti
Germán Andrés Conti (Santa Fe, Argentina, 3 de junio de 1994) es un futbolista argentino que juega como Defensor central  en Gimnasia y Esgrima La Plata de la Liga Profesional de Fútbol Argentino.

## Trayectoria

### Colón
Es oriundo del Barrio Escalante de la Santa Fe. Surgido de las inferiores de Colón, con paso por las divisiones infantiles de Ateneo Inmaculada de la Liga Santafesina de Futbol, debutó en ese club como profesional el 9 de diciembre de 2013, en una derrota 0-1 contra Olimpo de Bahía Blanca en la última fecha del Torneo Inicial 2013.
Al poco tiempo se convirtió en una pieza importante del plantel y se le asignó el rol de capitán del equipo, que regresó a Primera División en 2014.

### Benfica
El 25 de mayo de 2018 se hizo oficial su traspaso al S. L. Benfica portugués por 3 500 000 € y un contrato por cinco temporadas.

#### Cesiones
A finales de diciembre de 2019 se hizo oficial su llegada a Atlas F. C. como cedido hasta junio de 2020.
En marzo de 2021 fue nuevamente prestado, marchándose en esta ocasión al E. C. Bahia brasileño. En mayo fue campeón de la Copa do Nordeste y nombrado como uno de los mejores jugadores de la competición. En 2022 siguió jugando cedido en Brasil, en esta ocasión con el América Mineiro.

### Rusia
Tras este último préstamo regresó a la entidad lisboeta para abandonarla definitivamente a finales de enero de 2023 después de fichar por el F. C. Lokomotiv Moscú.

### Vuelta a Colón
A mediados de 2023, el F. C. Lokomotiv Moscú lo cede 6 meses a Colón, sin cargo y sin opción de compra.

### Racing Club
El 15 de enero de 2024 llega a Racing Club de Avellaneda le compró el 100% del pase  F. C. Lokomotiv Moscú por la suma de 1 millón de dólares con un contrato de 4 años.

### Gimnasia y Esgrima La Plata
A fines de julio de 2025 se convierte en refuerzo de Gimnasia y Esgrima La Plata. El defensor central de 31 años llega a préstamo sin cargo ni opción de compra por los próximos 12 meses.

## Estadísticas

### Clubes
Actualizado al último partido disputado el 8 de marzo de 2025.
| Club                                  | Temporada     | Liga  | Liga  | Copas nacionales | Copas nacionales | Copa internacional | Copa internacional | Otros | Otros | Total | Total |
| Club                                  | Temporada     | Part. | Goles | Part.            | Goles            | Part.              | Goles              | Part. | Goles | Part. | Goles |
| ------------------------------------- | ------------- | ----- | ----- | ---------------- | ---------------- | ------------------ | ------------------ | ----- | ----- | ----- | ----- |
| C. A. Colón Argentina                 | 2012-13       | 0     | 0     | -                | -                | -                  | -                  | -     | -     | 0     | 0     |
| C. A. Colón Argentina                 | 2013-14       | 10    | 0     | -                | -                | -                  | -                  | -     | -     | 10    | 0     |
| C. A. Colón Argentina                 | 2014          | 5     | 0     | -                | -                | -                  | -                  | -     | -     | 5     | 0     |
| C. A. Colón Argentina                 | 2015          | 28    | 1     | 1                | 0                | -                  | -                  | 3     | 0     | 32    | 1     |
| C. A. Colón Argentina                 | 2016          | 16    | 0     | -                | -                | -                  | -                  | -     | -     | 16    | 0     |
| C. A. Colón Argentina                 | 2016-17       | 28    | 2     | 1                | 0                | -                  | -                  | 1     | 0     | 30    | 2     |
| C. A. Colón Argentina                 | 2017-18       | 25    | 1     | 1                | 0                | 2                  | 1                  | 0     | 0     | 28    | 2     |
| C. A. Colón Argentina                 | Total         | 111   | 4     | 3                | 0                | 2                  | 1                  | 4     | 0     | 120   | 5     |
| S. L. Benfica Portugal                | 2018-19       | 4     | 0     | 3                | 1                | 3                  | 0                  | 2     | 0     | 12    | 1     |
| S. L. Benfica Portugal                | 2019-20       | 0     | 0     | 0                | 0                | 0                  | 0                  | 0     | 0     | 0     | 0     |
| S. L. Benfica Portugal                | Total         | 4     | 0     | 3                | 1                | 3                  | 0                  | 2     | 0     | 12    | 1     |
| Atlas F. C. · México                  | 2019-20       | 7     | 0     | 2                | 1                | -                  | -                  | -     | -     | 9     | 1     |
| Atlas F. C. · México                  | 2020-21       | 14    | 1     | -                | -                | -                  | -                  | -     | -     | 14    | 1     |
| Atlas F. C. · México                  | Total         | 21    | 1     | 2                | 1                | -                  | -                  | -     | -     | 23    | 2     |
| E. C. Bahia · Brasil                  | 2021          | 28    | 0     | 5                | 1                | 5                  | 0                  | 7     | 0     | 45    | 1     |
| E. C. Bahia · Brasil                  | Total         | 28    | 0     | 5                | 1                | 5                  | 0                  | 7     | 0     | 45    | 1     |
| América Mineiro · Brasil              | 2022          | 23    | 0     | 4                | 0                | 5                  | 1                  | 6     | 0     | 38    | 1     |
| América Mineiro · Brasil              | Total         | 23    | 0     | 4                | 0                | 5                  | 1                  | 6     | 0     | 38    | 1     |
| F. C. Lokomotiv Moscú · Rusia         | 2022-23       | 3     | 0     | 2                | 0                | -                  | -                  | -     | -     | 5     | 0     |
| F. C. Lokomotiv Moscú · Rusia         | Total         | 3     | 0     | 2                | 0                | -                  | -                  | -     | -     | 5     | 0     |
| C. A. Colón Argentina                 | 2023          | 0     | 0     | 8                | 0                | -                  | -                  | 1     | 0     | 9     | 0     |
| C. A. Colón Argentina                 | Total         | 0     | 0     | 8                | 0                | -                  | -                  | 1     | 0     | 9     | 0     |
| Racing Club Argentina                 | 2024          | 5     | 0     | 5                | 0                | 3                  | 0                  | -     | -     | 13    | 0     |
| Racing Club Argentina                 | 2025          | 4     | 0     | -                | -                | 1                  | 0                  | -     | -     | 5     | 0     |
| Racing Club Argentina                 | Total         | 9     | 0     | 5                | 0                | 4                  | 0                  | -     | -     | 18    | 0     |
| Gimnasia y Esgrima La Plata Argentina | 2025          | 0     | 0     | 0                | 0                | -                  | -                  | 0     | 0     | 0     | 0     |
| Gimnasia y Esgrima La Plata Argentina | Total         | 0     | 0     | 0                | 0                | -                  | -                  | 0     | 0     | 0     | 0     |
| Total carrera                         | Total carrera | 199   | 5     | 32               | 3                | 19                 | 2                  | 20    | 0     | 270   | 10    |

## Palmarés

### Títulos regionales
| Título           | Club        | Región                    | Año  |
| ---------------- | ----------- | ------------------------- | ---- |
| Copa do Nordeste | E. C. Bahía | Región Nordeste de Brasil | 2021 |

### Títulos nacionales
| Título                | Club          | País     | Año  |
| --------------------- | ------------- | -------- | ---- |
| Primeira Liga         | S. L. Benfica | Portugal | 2019 |
| Supercopa de Portugal | S. L. Benfica | Portugal | 2019 |

### Torneos internacionales
| Título              | Equipo      | Sede           | Año  |
| ------------------- | ----------- | -------------- | ---- |
| Copa Sudamericana   | Racing Club | Asunción       | 2024 |
| Recopa Sudamericana | Racing Club | Río de Janeiro | 2025 |